# Zavolzsjei Motorgyár

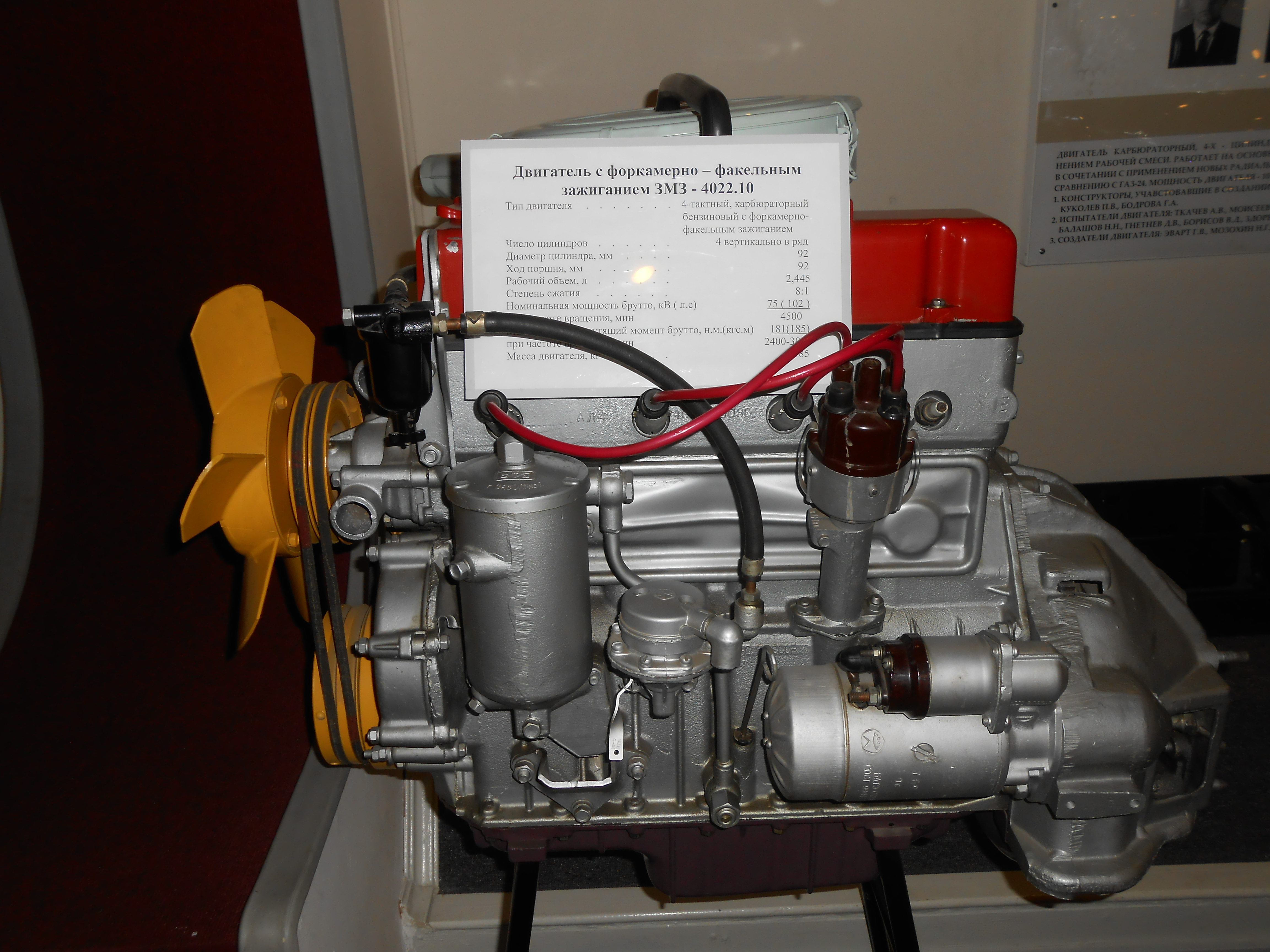
A GAZ–3102 Volga személygépkocsiban használt négyhengeres ZMZ–4022.10 benzinmotor

A Zavolzsjei Motorgyár, rövidítve ZMZ (oroszul: ЗМЗ – Заволжский моторный завод, magyar átírásban: Zavolzsszkij motornij zavod) az Oroszország Nyizsnyij Novgorod-i területén fekvő Zavolzsjében működő, közvetlenül a Volga partján elhelyezkedő gépgyár. Fő termékei a személygépkocsikhoz, mikrobuszokhoz, teherautókhoz és autóbuszokhoz gyártott belső égésű motorok. A gyár a moszkvai székhelyű Sollers autógyártó csoport tagja. A szovjet időszakban kizárólag benzinmotorokat gyártott, a 2000-es évek elejétől dízelmotorokat is gyárt. 

## Története
1956-ban hozták létre Zavolzsjében mint a Gorkiji Autógyár (GAZ) alkatrész- és alumíniumöntvény-gyártó üzemét. Két évvel később átszervezték motorgyárrá, ahol először a GAZ–21 Volga személygépkocsik négyhengeres benzinmotorját gyártották. A motor akkoriban az alumínium motorblokkal és alumínium hengerfejjel újszerű konstrukciónak számított. Az első motort az üzem 1959. november 4-én állította elő. Az üzem emellett az Uljanovszki Autógyár és a Moszkvai Autógyár számára is készített motorokat. 1960-ban az üzemben saját konstrukciós irodát szerveztek.
Az üzemet 1961-ben leválasztották a GAZ-ról és önálló motorgyár lett Zavolzsjei Motorgyár (ZVZ) néven. Ebben az évben indult el a négyhengeres motorok nagysorozatú gyártása, majd 1963-ban a nyolchengeres motorok előállítása a GAZ–66 tehergépkocsikhoz. Ebben az időszakban tovább bővült a gyár. 1967-től a nyolchengeres motorokat a Pavlovói Autóbuszgyárnak (PAZ) is szállították. Egy év múlva, 1968-ban készült el a gyárban az egymilliomodik négyhengeres motor. 1975 áprilisában pedig az egymilliomodik nyolchengeres motor.
1992-ben készült el a gyár új négyhengeres modellje, a ZMZ–406-os, amely a következő időszak négyhengeres motorcsaládjának az alapját adta. Az 1990-es években a ZMZ állított elő hazai Euro 2-es kibocsátási normának megfelelő motor. 2003-ban pedig elkészítették az Euro 3-as követelményeknek megfelelő ZMZ–215.10-es motort. Ugyanebben az évben bevezették a Toyota Production System gyártásirányítási rendszert. 2001-ben a gyár az Uljanovszki Autógyár tulajdonába került. A gyár 2005-ben kezdett el dízelmotorokat is gyártani, az első dízeles modellje a 2,2 l-es ZMZ–5143 motor.
A ZMZ 2001-ben a Szeversztal-Avto holding tulajdonába került, amely 2008-ban a Sollers nevet vette fel.